# Paula Lehtomäki

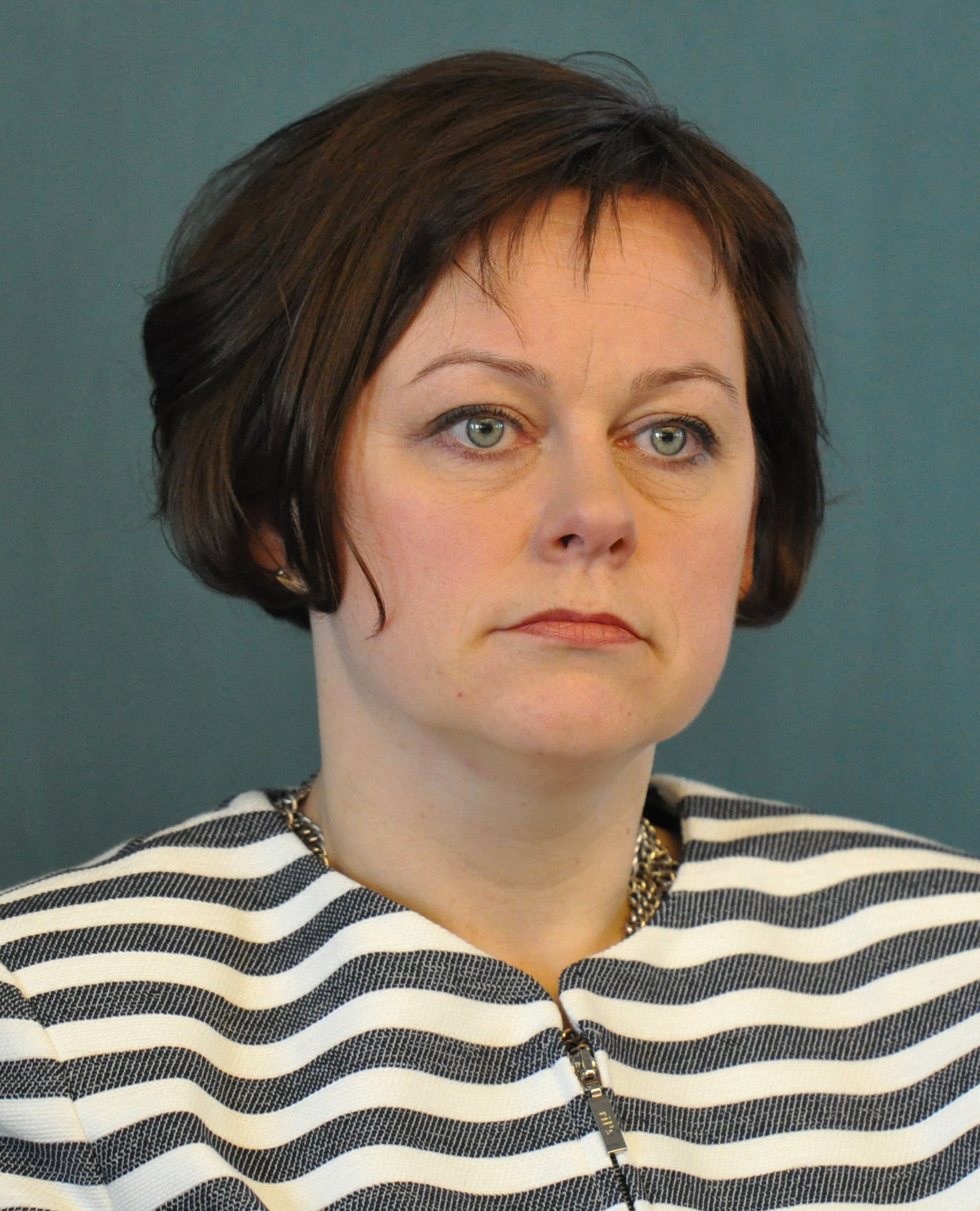
Paula Lehtomäki (2015)

Paula Lehtomäki (* 29. November 1972 in Kuhmo) ist eine finnische Politikerin.

## Leben
Lehtomäki begann ihre politische Karriere 1996, als sie in den Stadtrat von Kuhmo gewählt wurde. Im Jahr 1999 wurde sie ins finnische Parlament gewählt, 2003 erneut. Im Jahr 2002 wurde sie zur stellvertretenden Vorsitzenden der Finnischen Zentrumspartei gewählt. Im April 2004 wurde sie zur Ministerin für Außenhandel und Entwicklung ernannt und war damit die jüngste Ministerin im ersten Kabinett von Matti Vanhanen.
Am 17. April 2007 wurde bekannt gegeben, dass sie Umweltministerin im zweiten Kabinett von Matti Vanhanen sein wird. Gleichzeitig wurde bekannt gegeben, dass sie schwanger ist und im Laufe des Jahres 2007 ihren zweiten Mutterschaftsurlaub antreten wird.
Von 2019 bis 2022 war sie Generalsekretärin des Nordischen Ministerrats. Sie ist die erste Frau, die dieses Amt innehatte, und die erste Person im Alter von unter 50 Jahren.
Sie ist verheiratet und Mutter von drei Kindern.